# East Point
East Point – miasto w Stanach Zjednoczonych, w stanie Georgia, w hrabstwie Fulton.

## Demografia
Według przeprowadzonego przez United States Census Bureau spisu powszechnego w 2010 miasto liczyło 33 712 mieszkańców, co oznacza spadek o 14,9% w porównaniu do roku 2000. Natomiast skład etniczny w mieście wyglądał następująco: Biali 16,1%, Afroamerykanie 74,6%, Azjaci 0,8%, pozostali 8,5%. Kobiety stanowiły 52,6% populacji.